# Квантова критична точка
Квантова критична точка — це точка на фазовій діаграмі матеріалу, де відбувається безперервний фазовий перехід при абсолютному нулі. Квантова критична точка зазвичай досягається безперервним придушенням фазового переходу ненульової температури до нульової температури за допомогою застосування тиску, поля або легування. Звичайні фазові переходи відбуваються при ненульовій температурі, коли зростання випадкових теплових флуктуацій призводить до зміни фізичного стану системи. Дослідження фізики конденсованого середовища протягом останніх кількох десятиліть виявили новий клас фазових переходів, званих квантовими фазовими переходами , які відбуваються при абсолютному нулі. За відсутності теплових флуктуацій, які викликають звичайні фазові переходи, квантові фазові переходи керуються квантовими флуктуаціями нульової точки, пов’язаними з принципом невизначеності Гейзенберга.